# إستوبا
إستوبا (بالإسبانية: Estopa) فرقة غناء ثنائية من مدينة كورنيلا دي يوبريغات في إسبانيا، تتكون من أخوين هما دافيد مونيوز كالفو وخوسيه مانويل مونيوز كالفو، يغني هذا الثنائي مزيجاً من موسيقى فريدة من نوعها تعكس الروك، والرومبا والفلامينكو و«سونيدو كايخيرو» الذي يصعب وضعه في نوع محدد من الموسيقى.

## الأعضاء
خوسه مانويل (بالإسبانية: José Manuel) هو الأخ الصغر، ولد في عام 1978, يعتبر عازف الإيتار للفرقة، كما أنه يغني في الخلف وقد غنى كمغني أول للفرقة في عدد من الأغاني.
دافيد (بالإسبانية: David) هو الأخ الأكبر، ولد في عام 1976, يعتبر المغني الأول للفرقة كما أنه بعزق الإيتار أحياناً.

## المسيرة الفنية
حقق ألبومهم الأول نجاحاً كبيراً فقد باع أكثر من 1,400,000 نسخة. مما زاد شعبيتهم في إسبانيا، إضافة إلى بلدان لاتينية مثل كولومبيا، المكسيك، تشيلي، كوبا، الأرجنتين، فنزويلا.

### الألبومات
1999: Estopa (المبيعات: 1,400,000)
2001: Destrangis (المبيعات: 800,000)
2002: Más Destrangis (المبيعات: 200,000)
2004: ?La Calle es Tuya (المبيعات: 700,000)
2005: Voces de Ultrarumba (المبيعات: 560,000)
2008: Allenrok (المبيعات: 260,000)
2009: X-Anniversarium (المبيعات: 180,000)
2011: Estopa 2.0 (المبيعات: 80,000)

## روابط خارجية
- إستوبا على موقع IMDb (الإنجليزية)
- إستوبا على موقع ميوزك برينز (الإنجليزية)
- إستوبا على موقع أول ميوزيك (الإنجليزية)
- إستوبا على موقع ديسكوغز (الإنجليزية)